# Novalena
Novalena là một chi nhện trong họ Agelenidae.